# Carlton Pennypacker
Carlton R. Pennypacker je astrofyzik z Kalifornské univerzity v Berkeley a Lawrence Berkeley Laboratory. Působí jako hlavní výzkumný pracovník projektu Global Hands-On Universe: jde o projekt, v jehož rámci se mohou učitelé a studenti zapojit do výzkumu, někteří ze studentů tak například objevili vlastní supernovy. Některé z objevů se dostaly i do sdělovacích prostředků. 
Pennypacker získal v roce 1978 doktorát na Harvardově univerzitě. Většinu kariéry strávil jako výzkumný astrofyzik. Jeho hlavním oborem je výzkum supernov a vymýšlení technik pro jejich automatické vyhledávání. S Richardem Mullerem založil projekt Berkeley Supernova Search, z nějž později vznikl Supernova Cosmology Project. Za tuto práci získal v roce 2007 Gruberovu cenu za kosmologii  a v roce 2015 Fundamental Physics Prize za týmový objev zrychleného rozpínání vesmíru.  V roce 2010 obdržel také cenu Julese Janssena, kterou uděluje francouzská astronomická společnost.